# Kenny Neyens
Kenny Neyens (Borgerhout, 13 januari 1995) is een Belgische darter die uitkomt voor de PDC.

## Carrière
Neyens won twee titels op de PDC Development Tour, één in Mülheim in 2016 en één in Wigan in 2017. Hij nam ook deel aan het PDC World Youth Championship 2017, waar hij de kwartfinales bereikte voordat hij verloor van de uiteindelijke runner-up Josh Payne met 6-0.
Vervolgens kwalificeerde hij zich voor het PDC World Darts Championship 2018 door de Centraal-Europese kwalificatiewedstrijd tegen landgenoot Davyd Venken met 6-4 te winnen. Hij speelde tegen Jamie Lewis uit Wales in de voorronde en ondanks dat hij de eerste set pakte, zou hij uiteindelijk de volgende twee verliezen om uit het toernooi te worden geslagen.

## Resultaten op wereldkampioenschappen

### PDC
- 2018: Voorronde (verloren van Jamie Lewis met 1–2)

### PDC World Youth Championship
- 2015: Laatste 16 (verloren van Max Hopp met 3-6)
- 2016: Halve finale (verloren van Berry van Peer met 0-6)
- 2017: Kwartfinale (verloren van Josh Payne met 0-6)
- 2018: Groepsfase (gewonnen van Lewis Pride met 5-3, verloren van Scott Jackson met 3-5)